# Îlot Pontillac
L'îlot Pontillac est un ensemble architectural situé rue Pontillac à Orange, dans le département de Vaucluse en région Provence-Alpes-Côte d'Azur.

## Histoire
La rue Pontillac suit le tracé d'un ancien canal d'eaux usées, le Pontillac, couvert en 1718. Ce canal traversait Orange, depuis l'actuelle rue Saint-Florent, passant devant le théâtre, pour se jeter dans le fossé de Saint Martin. 
Cette rue est habitée tôt, dans l'Histoire d'Orange, notamment grâce à sa situation proche du théâtre antique : époque antique, Renaissance, époque moderne.

## Zone classée
Une partie de la rue Pontillac est inscrit au titre des monuments historiques par arrêté du 4 juillet 2003, sous le nom « Îlot Pontillac ». Il s'agit d'un ensemble de période gallo-romaine, et de période Renaissance. Ensemble d'un seul tenant à l'origine, a évolué vers un bâtiment en forme de U.

## Autres bâtiments de la rue

### Temple protestant, ancienne église des Dominicains
Cette ancienne église fut rachetée par la ville d'Orange, en 1810, pour la mettre à disposition des protestants de la commune, à la suite d'une demande impériale.

## Galerie

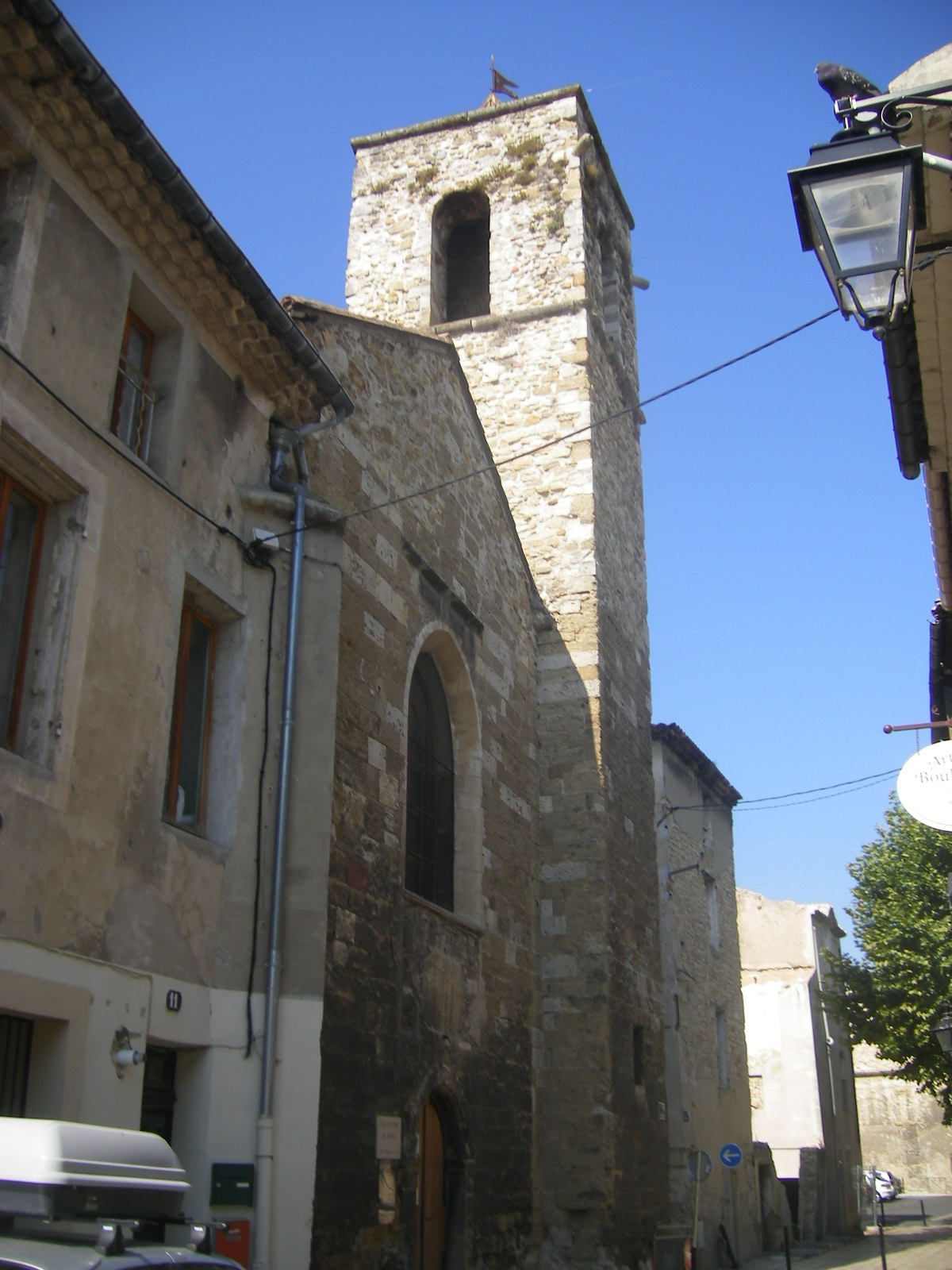
Temple protestant.